# Kanonkongen
Kanonkongen (født 7. september 1977 i Stege, Møn) som lyder det borgelige navn Jesper Holm, er dansk autodidakt journalist og radiovært.
Han er i dag vært på DR P4 programmet Povlsen & Holm.
Var i perioden 2014-2016 vært på DR P3s sportsprgram LIGA og 90'er festen på P3 med Henrik Povlsen.
Var indtil 26. marts 2010 en af radioværterne på DR P3s prisvindende morgenprogram Go'morgen P3 (Zulu Awards for Bedste Radioprogram 2010, Prix Radio: Årets Morgenshow 2009 og Prix Radio: Årets Radioprogram 2008).
Han startede på radioprogrammet Katapult i 1999, som senere skiftede navn til Povlsen, Breinholt og Søn, hvor han var "Søn".
Sendte i samme periode radio fra havnen i Ishøj (Kiosk) med Poul Glargaard og Frode Munksgaard.

## Radio / P3
Det var på P3 at han fiik tilnavnet "kanonkongen", da Jesper Holm gerne have et navn, som folk kunne huske og som han selv fortæller:" Jeg var lige kommet fra militæret, og der præsterede jeg rent faktisk at vælte i en pansret mandskabsvogn," fortæller Jesper Holm til Århus Stiftstidende. "Det var mig, der kørte. Vi var på vej op ad en bakke, og jeg kunne kun se himmel. På et tidspunkt kunne jeg mærke, at bælterne ikke kørte i hjulsporet. Jeg forsøgte at finde sporene igen, men med det resultat, at vi skred ned ad bakken, og vognen væltede. Derfor syntes Henrik (Henrik Povlsen. /red), at jeg skulle hedde Kanonkongen." 
- Katapult
- Povlsen, Breinholt & Søn
- Go morgen P3
- Hængepartiet
- Radioens efterretningstjeneste
- 50 år med P3
- 90'er festen
- LIGA

## BørneTV
Han har desuden medvirket i en serie børne-tv med Sine Skibsholt Fandango som den sure nabo Hr. Pedersen og på DR Ultra "Lokummet brænder".

## Konferencier
Kanonkongen/Jesper Holm har desuden været konferencier på Grøn Koncert i 2008, 2009, 2010, 2011 & 2012.
Han har desuden været konferencier på Smukfest i Skanderborg siden 2004. (Starfighter, P3 scenen og P3's 50 års fødselsdagskoncert)